# Trăm nghìn
100000 (một trăm nghìn, một ứt hay một trăm ngàn) là một số tự nhiên ngay sau 99999 và ngay trước 100001.
- Căn bậc hai của 100000 là 316,22......
- Bình phương của 100000 là 10000000000
- 100000 là số nhỏ nhất có 6 chứ số.